# 渐变中灰滤镜

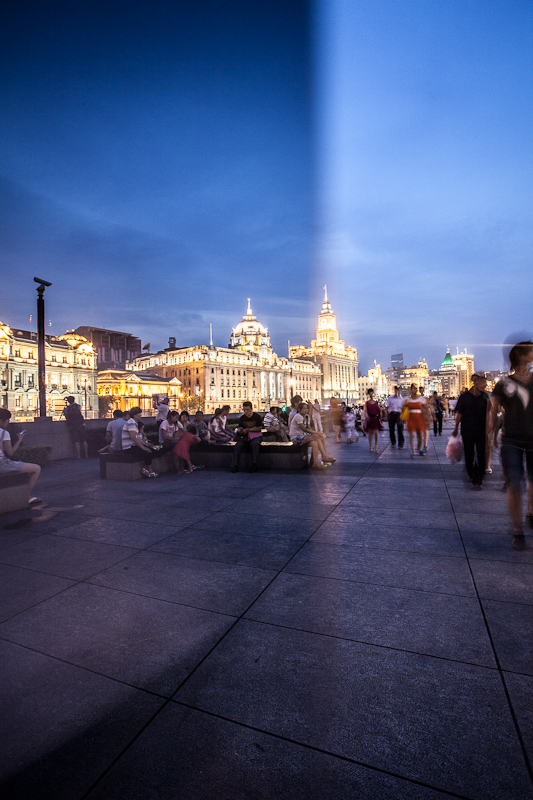
图中左渐变中灰滤镜 右无

渐变中灰滤镜（英語：Graduated Neutral Density Filter，简称中灰渐变镜或GND）是常用的物理滤镜中的一种。其作用为在大光比摄影（主要为风光摄影）时弥补相机感光元件（胶片或传感器）原生宽容度不足，使图像的暗部与高光部均合理曝光（详见亚当斯区域曝光法）。
在胶片时代，GND用于在风光摄影中尽可能还原肉眼所见美景；而到了数码摄影时代，初期传感器产品较小的动态范围可通过GND进行弥补，而数码暗房的出现也使得光比控制有了更多方法，如高动态范围成像（HDR）；但仍然有玩家认为物理GND相较于数字后制方法保留更多的细节，以及更少的噪点。

## 历史
渐变中灰滤镜于二十世纪初被发明，主要用于压暗天空以取得正确曝光。由于那时距离彩色胶片发明还有三十余年，所以他们使用的渐变滤镜并不一定是中灰的，可以是带颜色的，在带来压暗光学的作用的同时可以起到黑白摄影滤镜中红镜黄镜的作用。
而渐变中灰滤镜的普及则要归功于盖伦·罗威尔（Galen Rowell）以及Singh-Ray发售的四片一组滤镜套装。

## 分类

### 参数区分
中灰渐变镜有两项关键指标：
- 灰度值 或 灰度系数
- 渐变过渡方式

#### 灰度系数
根据前一项数值，可以为GND分类为各档。基本上渐变中灰滤镜D只有0.3 0.6 0.9 1.2这几种常用规格，其中1.2的往往需要定制。
- 0.3代表其透明处与半透明处有1档的通光量差别。

系数=0.3*N N即为档数
以此类推，如果出现3.0的档数则代表有10档的差别，这个规格只在LEE的big stopper ND镜上出现过。

#### 渐变过渡
根据后一项的渐变方式，中灰渐变镜可以分为“软”与“硬”。软渐变中灰滤镜的全透明与半透明黑的边界过度比较缓和，所以比较适合拍摄高光与暗部间有较多不规则衔接的风光，如城市间摄影，或者一些比较奇怪的山峰，当然也有一些摄影师认为用hard滤镜整体压下亮部处理的效果更佳。硬渐变中灰滤镜的全透明与半透明的边界非常快，所以比较适合拍摄高光与暗部界限分明的风光，如海边日出，或者一些山岳摄影。
此外，还有'反向渐变中灰滤镜这样的特殊渐变中灰滤镜。反向渐变中灰滤镜（Reverse GND，RGND)的变化为由下向上的渐淡变化，适合一些特殊的用途，如海面日出或日落，最亮点位于图片中心附近位置。

软渐变中灰滤镜
硬渐变中灰滤镜

### 滤镜形态
根据滤镜形态来划分，则有着螺纹滤镜与插片滤镜两大类别。螺纹滤镜通过镜头前端螺纹与镜头连接，而插片滤镜需要先在镜头前端安装滤镜架，之后将片状滤镜安装到滤镜架上使用。
前者有较好的贴合度，且对于用户投资门槛较低；后者则有较好的自由度，可旋转方向以及可以联合多片滤镜使用；可以在不同口径镜头上通用。在GND中，使用插片滤镜的情况较多，各知名滤镜商均有推出自己的插片系统。

#### 插片规格
84mm*120mm（或者85mm）：适合一些72mm或者72mm以下滤镜口径的镜头。
100mm*150mm：适合77mm 82mm滤镜口径的镜头 也适合蔡司与contax的一些95MM口径镜头，例如ZE 15mm F2.8与contax 17-35mm F2.8
150mm*170mm:LEE SW150系列的滤镜专门设计供尼康14-24这一类大灯泡镜头使用。同样，滤镜架亦是特制的，但由于前组镜片过大所以不能使用CPL。
其他一些100mm*100mm的方片规格滤镜多为ND与CPL，因为GND需要根据压暗高光的位置做位置变动，所以多设计为长方形。

## 滤镜使用

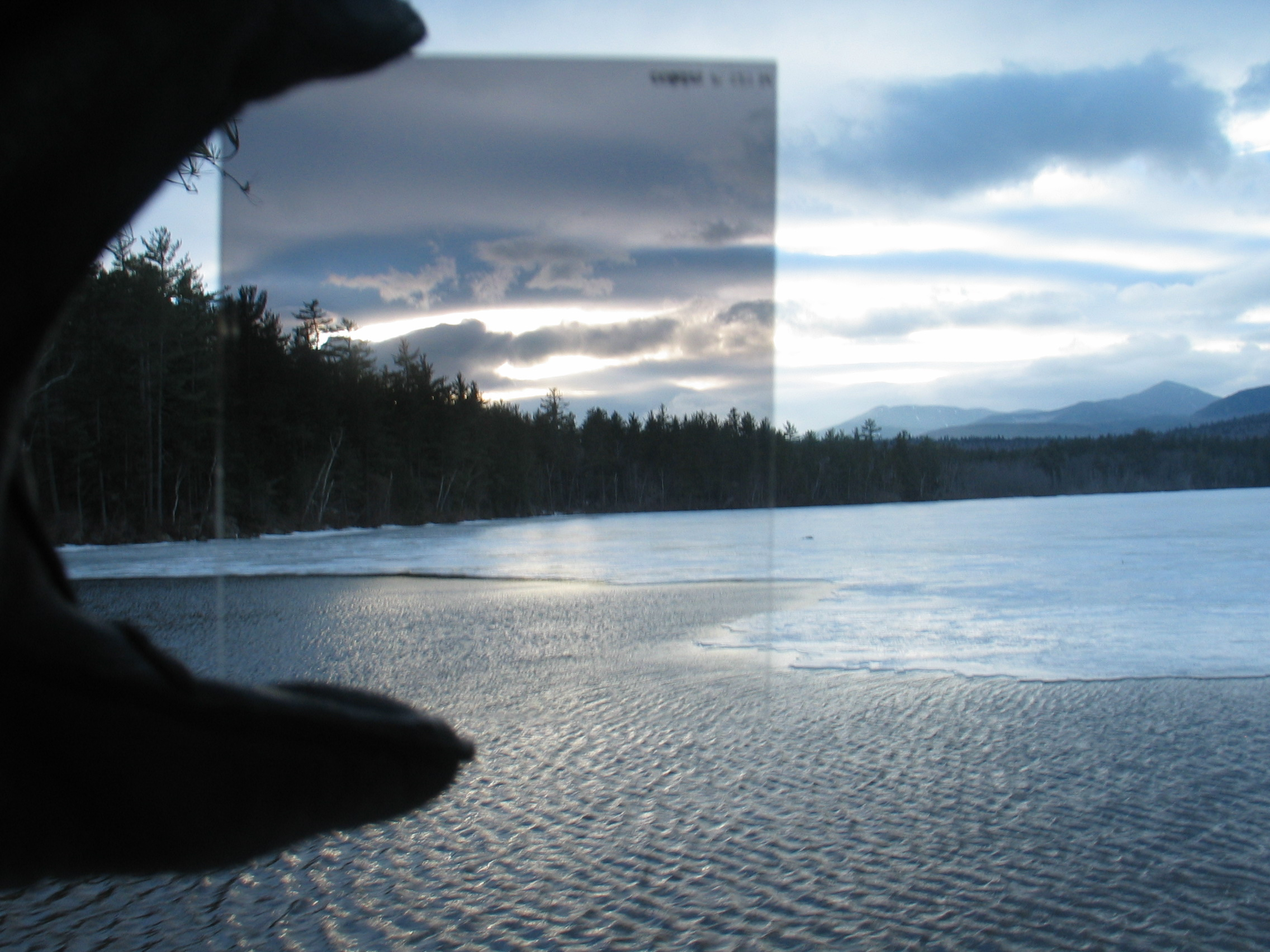
手持的插片滤镜，可以看到使用前后的画面差别

单片GND可以直接手持紧贴镜头前使用，也可以插片于滤镜架中。
多片GND或者GND与ND、CPL的组合建议使用滤镜架。
主要的插片滤镜滤镜系统有英国的LEE(lee filters)、美国的Singh-Ray（S&R）以及法国的高坚(Cokin)，近年也有中国产品牌崭露头角，如铂锐(ProGrey)以及专注于生产兼容滤镜架的史钛龙(Gron)；亦有爱好者自制滤镜架子，有较好的使用性。

## 替代手段
在数码摄影兴起时，当时产品化的CCD或CMOS元件动态范围指标相比胶片有很大不足，使用GND是一个良好的替代手段。
1997年SIGGRAPH，Paul Debevec提交了《从照片中恢复高动态范围辐射图》论文，指从多张同视点不同曝光参数的照片合成以获得更高宽容度的手段。这一揭示开创了日后高动态范围成像（High Dynamic Range Imaging，HDR）的技术手段，许多数码暗房软件，如Photomatix Pro及Photoshop支持该功能。
随着新出产元件宽容度指标的不断提升，数码风光摄影也得到了改善。例如2012年机型D800E，其传感器指标即达到了14.3Ev，通过合理使用RAW文件存储与向右曝光等技巧，可以不使用GND拍摄一些大光比风光照片。